# Catharsius parafastidiosus
Catharsius parafastidiosus är en skalbaggsart som beskrevs av Ferreira 1971. Catharsius parafastidiosus ingår i släktet Catharsius och familjen bladhorningar. Inga underarter finns listade.